# Toses
Toses település Spanyolországban, Girona tartományban. Toses Planoles, Gombrèn, Castellar de n’Hug, Alp, Palau-de-Cerdagne és Valcebollère községekkel határos. Lakosainak száma 191 fő (2024).

## Népesség
A település népessége az elmúlt években az alábbi módon változott:
| Lakosok száma | 321  | 587  | 564  | 382  | 123  | 161  | 160  | 150  | 171  | 191  |
|               | 1717 | 1887 | 1936 | 1960 | 1986 | 2004 | 2009 | 2014 | 2019 | 2024 |